# Russification de la Finlande

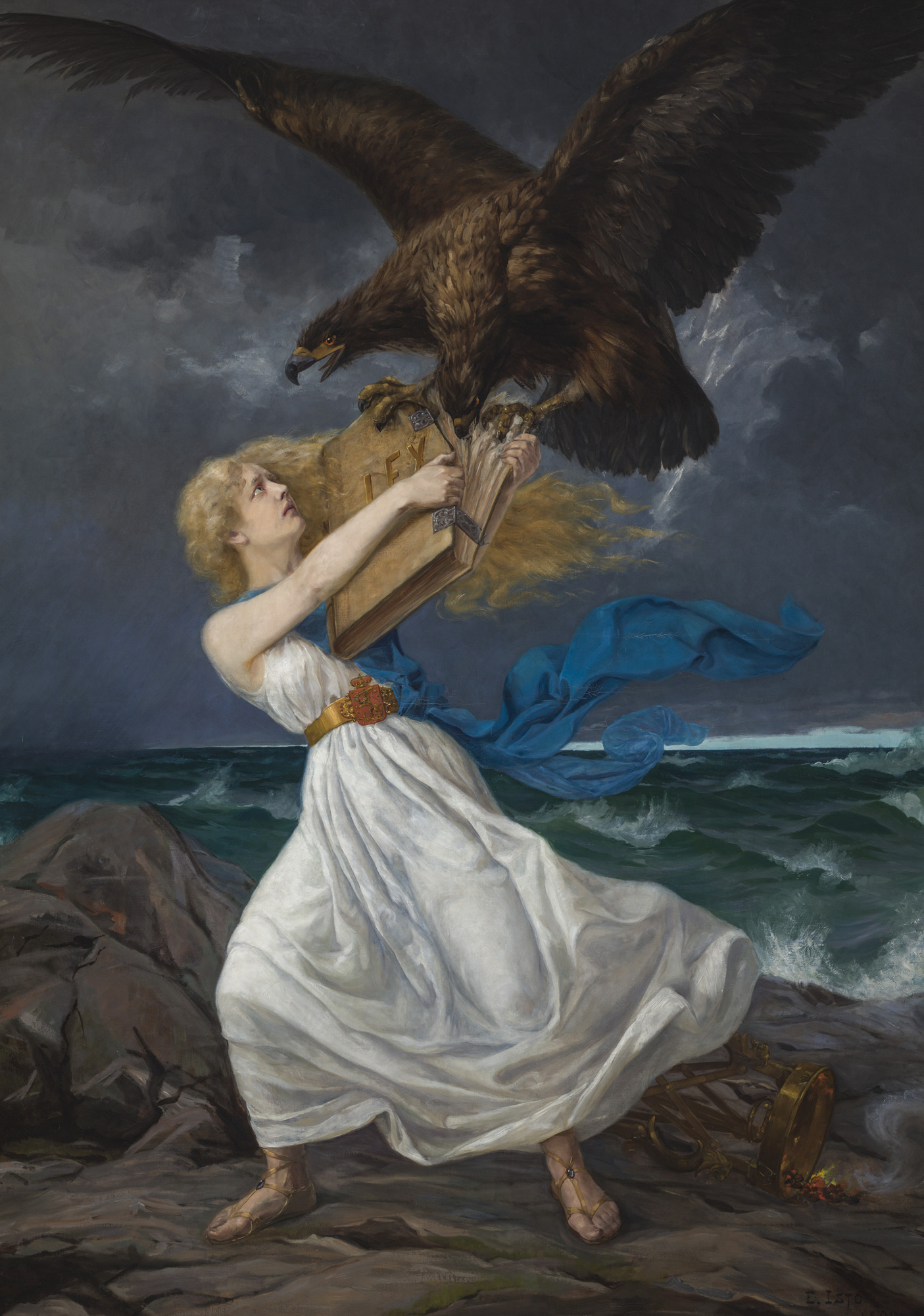
La peinture Attaque d'Edvard Isto (1899) symbolise le début de la russification de la Finlande. L'aigle à deux têtes de Russie arrache le livre de la Loi des bras de la Jeune fille finlandaise.

La russification de la Finlande (1899-1905, 1908-1917 ; en finnois : sortokaudet ou sortovuodet, « temps » ou « années d'oppression ») fut une politique gouvernementale de l'Empire russe visant à la suppression de l'autonomie de la Finlande.
Il s'agissait d'une partie d'un plus vaste programme de russification, menée par les gouvernements russes successifs entre la fin du XIXe siècle et le début du XXe siècle, qui avait pour but l'abolition des différences culturelles et de l'autonomie administrative des minorités non russes de l'Empire.

## L'annexion de la Finlande par la Russie tsariste
En 1808, la Russie conquiert la Finlande.
Le 17 septembre 1809, par le traité d'Hamina la Suède doit donner la Finlande qui est annexée par la Russie.
Le tsar Alexandre Ier donne l'assurance que la religion, les lois et les droits des Finlandais resteront en vigueur,,,.
La Diète de Finlande reconnait Alexandre Ier comme grand-duc.
Le Grand-duché de Finlande, indépendant, est une monarchie liée à la Russie sous le régime de l'union personnelle ; ce statut donne aux représentants locaux une grande liberté, dans le cadre d'une autonomie variable selon les périodes,,,,,.
Ainsi en particulier la constitution suédoise de 1772 (fi) demeure la constitution de la Finlande, même si elle est abrogée en Suède la même année.
À la diète de 1816, Alexandre Ier assure que l'engagement pris devant la diète de Porvoo engage aussi ses successeurs.

## Première vague de russification (1899-1905)
Cette politique comprit différents actes et mesures tels :
- Le Manifeste de février 1899, décret du tsar Nicolas II qui garantissait au gouvernement impérial le droit d'exercer son pouvoir sur la Finlande sans le consentement des corps législatifs locaux.
- Le Manifeste linguistique de 1900, décret de Nicolas II donnant au russe le statut de langue officielle en Finlande.
- La loi de conscription promulguée par Nicolas II en juillet 1901 incorporait l'armée finlandaise dans le giron de l'armée impériale russe.

## Seconde vague de russification (1908-1917)
Le processus est relancé en 1908, coûtant à la Finlande une grande partie de son autonomie et provoquant à nouveau une résistance finlandaise, dont le mouvement Jäger. 
Au cours de 1909-1917, les politiciens finlandais du Sénat de Finlande sont remplacés par des officiers de l'armée russe d'origine finlandaise qui étaient officiellement des sujets du Grand-Duché, créant le Sénat des amiraux.
La Russie exige des pénalités plus élevées pour ne pas enrôler les Finlandais. 
La « Loi des procédures législatives de tout l'Empire » de 1910 transfère les prérogatives législaties du Parlement finlandais nouvellement créé à la Douma et au Conseil d'État de l'Empire.
En 1912, la "Loi de l'égalité" donne aux Russes la possibilité de devenir fonctionnaires de toutes les administrations gouvernementales et de la fonction publique finlandaises.
De nombreuses mesures seront de nouveau suspendues en 1914-1917 pendant la Première Guerre mondiale, mais des documents gouvernementaux secrets publiés dans la presse finlandaise en novembre 1914 ont suggéré que le gouvernement impérial avait toujours des plans pour la russification complète de la Finlande.
La deuxième vague de russification s'est arrêtée en raison de la révolution de février en Russie.

## La résistance finlandaise
La politique de russification vit se constituer une forte résistance finlandaise, débutant par des pétitions et allant jusqu'à des grèves, un mouvement de résistance non violente (y compris le refus d'enrôlement dans les forces militaires), et parfois même jusqu'à des actes de résistance active, avec pour point d'orgue l'assassinat du gouverneur général Nikolai Ivanovich Bobrikov en juin 1904. Durant la guerre russo-japonaise, le soutien financier apporté par le Japon aux rebelles leur permit de s'armer, acquérant des milliers de fusils en vue d'une insurrection et à la constitution d'un État indépendant. Cependant, le bateau transportant la cargaison s'échoua sur les côtes et les armes, ainsi que le plan, tombèrent à l'eau. Par contre, lors de la Première Guerre mondiale, alors que la Russie et le Japon étaient alliés contre l'Allemagne, le gouvernement japonais fournit une liste des principaux leaders du mouvement indépendantiste, lesquels travaillaient désormais en collaboration avec l'Allemagne impériale.
Le gouvernement impérial procéda alors à une purge dans les instances de l'administration finlandaise, durcit la politique de censure et, d'avril 1903 à la révolution russe de 1905, donna des pouvoirs d'ordre dictatorial au gouverneur général. La campagne de résistance rencontra un certain succès, avec notamment l'annulation de facto de la loi de conscription. Rétrospectivement, la résistance finlandaise à la politique de russianisation constitue un des principaux éléments qui menèrent la Finlande à déclarer son indépendance en 1917.
La politique de russification fut suspendue, et pratiquement inversée, entre 1905 et 1907, pendant la période de troubles ayant suivi la révolution de 1905 et la défaite russe face aux Japonais. La russification fut relancée en 1908, réduisant à nouveau drastiquement l'autonomie de la Finlande et relançant les pratiques de résistance des populations, avec notamment la constitution des troupes de Jäger finlandais. Certaines des mesures furent à nouveau levées entre 1914 et 1917, mais des documents officiels secrets, publiés par la presse finlandaise en novembre 1914, montraient que le gouvernement russe prévoyait la russification totale de la Finlande.